# Pico Gaspar

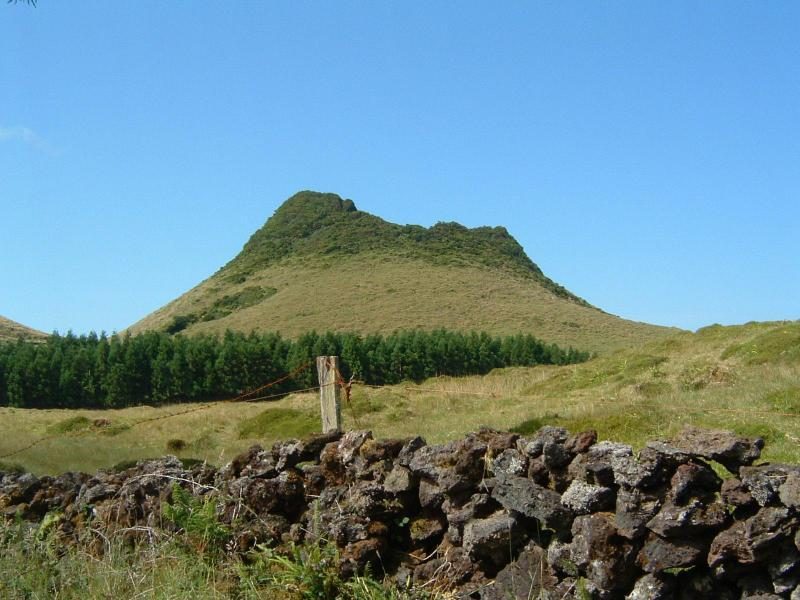
Pico Gaspar, junto à Lago do Negro, ilha Terceira, Açores, Portugal.

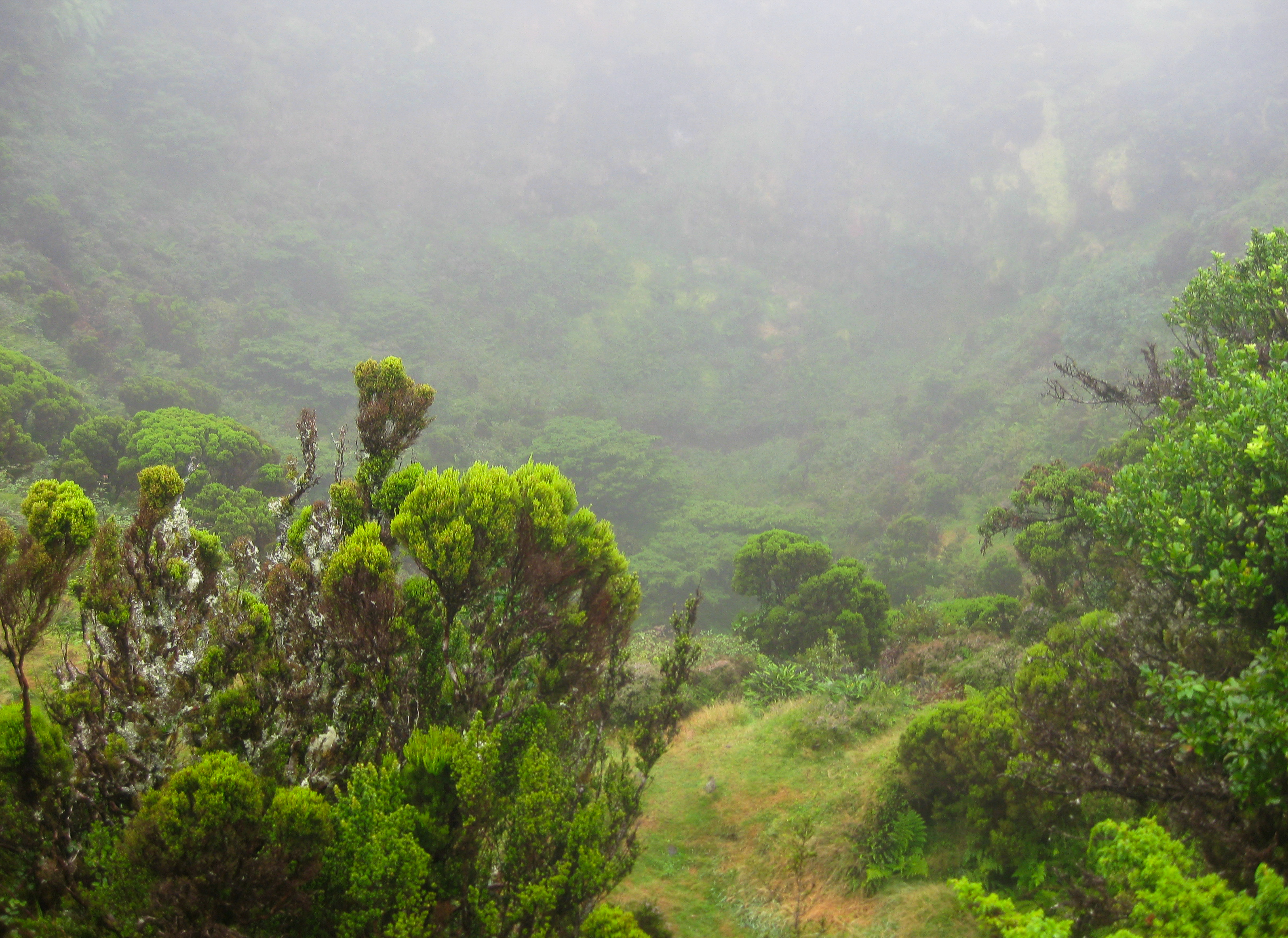
A caldeira do Pico Gaspar.

O Pico Gaspar é uma elevação portuguesa de origem vulcânica localizada no concelho de Angra do Heroísmo, ilha Terceira, arquipélago dos Açores.
Este acidente montanhoso encontra-se geograficamente localizado na parte centro Oeste da ilha Terceira, mais precisamente, 2.242ºN latitude e 115.375º W longitude, apresentando 597 metros de altitude acima do nível do mar e encontra-se relacionado com a formação geológica dos contrafortes do vulcão da Serra de Santa Bárbara. Faz com esta montanha parte da maior formação geológica da ilha Terceira que se eleva a 1021 metros acima do nível do mar.
Esta formação apresenta um cone do tipo estromboliano, com idade geológica bastante recente, que possivelmente ronda a ordem 1200 anos D.C. e é resultado de uma erupção piroclástica secundária da Serra de Santa Bárbara. A sua forma cónica nitida com que se apresenta e as vertentes fortemente inclinadas são características de um cone de escórias basáltias soldadas.
Na área de influência desta formação geológica encontra-se a Lagoa do Negro, o Pico da Cancela e a Gruta do Natal. Na cratera do Pico Gaspar existe, protegida da influência do homem, um autêntico oásis de plantas endémicas típicas da Floresta Macarinésica.
De entre essa rica flora destacam-se Juniperus brevifolia, Ilex perado ssp. azorica, Euphorbia stygiana, Cardamine caldeirarum, entre várias outras Espécies.